# História das religiões

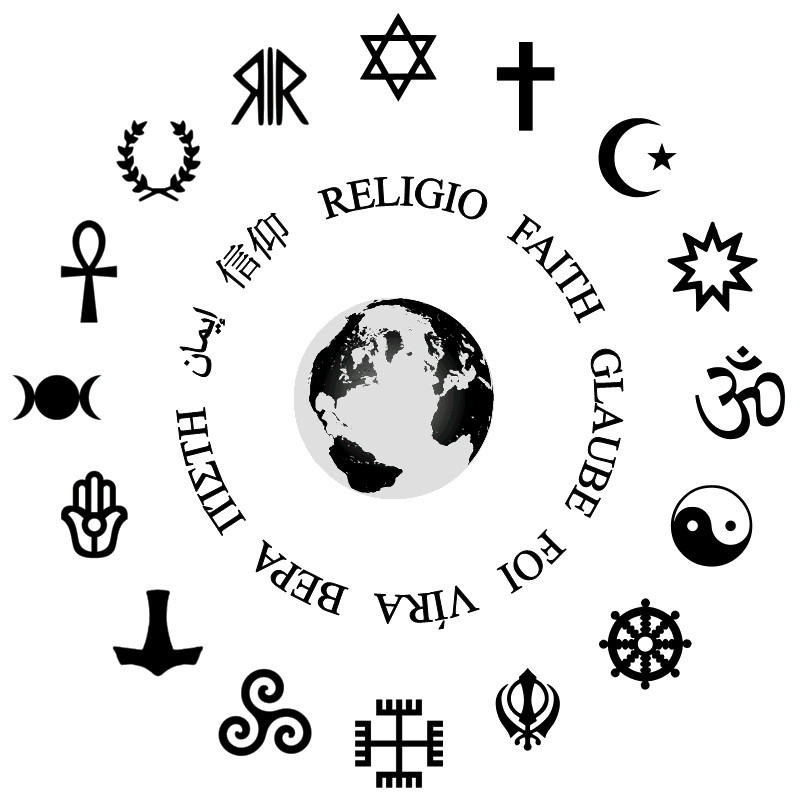
Vários símbolos religiosos

A história das religiões é uma ciência humana direcionada ao estudo dos conjuntos de práticas e de crenças, de ritos e de mitos das religiões produzidas pela humanidade. A disciplina fez a sua aparição em universidades oficiais na segunda metade do século XIX com diversas nomenclaturas, como Religionswissenschaft (Ciência da Religião) ou Religião Comparada. Ademais, colaborou com a maturação das ideias seculares e do debate sobre a separação entre a Igreja e o Estado, bem como com o desenvolvimento de outras ciências sociais que estavam surgindo.
A história das religiões aborda o fenômeno religioso a partir de uma postura não denominacional, numa perspectiva histórica, antropológica, no tempo e no espaço. É neste contexto, estreitamente ligado a outras disciplinas das ciências sociais, a começar com a etnologia, história e filologia. A história das religiões é uma ciência de observação baseada na análise dos dados, bem como a comparação.
Esta disciplina também possui outros nomes, como Ciência da Religião, que vem do alemão Religionswissenschaft, primeiro um conceito criado por Friedrich Max Müller, um famoso orientalista, mitologista e estudioso das tradições indo-europeias do século XIX. O estudo das religiões está enraizado no romantismo alemão. Também encontra-se muitas vezes o termo estudo comparativo das religiões, sobretudo no mundo de fala inglesa.

## História
O exercício da história das religiões tem sido sempre comparativo. Em tempos antigos, já desde Heródoto, a civilização grega observava costumes e tradições dos outros povos (os egípcios, persas, judeus). Plutarco, no primeiro século de nossa era, escreveu uma série de obras que poderiam ser chamados mitologia comparativa. Posteriormente, os Padres da Igreja, que irão comparar as diferentes religiões (e para forjar o conceito de paganismo) para explicar o surgimento e a superioridade do Cristianismo. Trata-se dos conceitos descritos neste quadro feito pelos Padres da Igreja (por exemplo, Daylight, imitação ou mal), que servirá para explicar, após a descoberta do novo mundo, o estranho hábito dos índios de se reunir e que se assemelham aos dos pagãos antes do Cristianismo. A comparação será, então, realizada em três níveis:[carece de fontes?] o Velho, e os selvagens. Assim, a "História apologética" do dominicano Bartolomeu de las Casas (século XVI) e "As formas hábitos silvestres dos americanos, em comparação com os primeiros dias", do jesuíta Joseph François Lafitau (século XVIII). Estamos ainda em uma apologética. A história das religiões está crescendo a partir do lado do Cristianismo em relação a outras religiões.
No século XIX, no final do processo lançado pela deconfessionalização dos filósofos do Iluminismo, a história da religião vai lentamente se tornar uma verdadeira disciplina científica, livre do jugo da religião, justamente, a fim de melhorar o objeto de estudo. A história das religiões é diferente, em primeiro lugar, das disciplinas teológicas, mesmo que cresça também uma profunda revisão das tradições. Será marcada pela Estudos Orientais e da Pré-História, com Riane Eisler, Margaret Mead,e tem uma grande diversidade e ela Marija Gimbutas,fez a descoberta do sânscrito, crítica bíblica (Ernest Renan), a religião pagã (babilônica, egípcia, grega, romana), com Jane Ellen Harrison e Mircea Eliade, mas sobretudo pela antropologia anglo-saxônica (Robertson Smith, Edward Tylor, James George Frazer, Merlin Stone) e da escola sociológica francesa (Emile Durkheim, Marcel Mauss, Henri Hubert).
No século XX, a história das religiões será influenciada por abordagens psicológicas (Sigmund Freud, Carl Gustav Jung, Karol Kérény, Melanie Klein), fenomenológica (Rudolf Otto, Mircea Eliade), ou a figura da mitologia comparativa (Joseph Campbell, Georges Dumézil) ou em antropologia social (Claude Lévi-Strauss).
Hoje em dia, muitas associações e organizações incluem especialistas em diferentes campos da história das religiões. Diferentes abordagens, a partir de uma escola para outra ainda são praticadas, mas o exercício da comparação e perspectiva histórico-antropológica são mais frequentemente requeridas.[carece de fontes?]

## Obras clássicas
- Müller, Karl Otfried [1], Prolegomena zu einer wissenschafltichen Mythologie, mit einer antikritischen Zugabe, Göttingen, 1825.
- Müller, Friedrich Max, Einleitung in die Vergleichende Religionswissenschaft, Strassburg, 1874

Smith, William Robertson, The Religion of the Semites, 1889 (2e éd. 1894).
- Frazer, James George, The Golden Bough. A Study in Comparative Religion, 2 vol., Londres/ New York, 1890 (trad. française: Le Rameau d'or, 4 vol., Paris, 1981-1984.); cf. Ackerman, R., J.G. Frazer. His Life and Work, Cambridge UP, 1987.
- Durkheim, Emile, Les formes élémentaires de la vie religieuse. Le système totémique en Australie, Libraire Félix Alcan, 2e éd, Paris, 1925 (spécialement livre I, chap. 1; livre III, chap. 5), (réédition Quadrige, Paris, PUF, 1998).
- Freud, Sigmund, Totem et tabou, Totem et tabou. Quelques concordances entre la vie psychique des sauvages et celle des névrosés(1912-1913), trad. M. Weber, Paris, Gallimard, trad. M. Weber, Paris, Gallimard, 1993.
- Caillois, Roger, L’homme et le sacré, Paris, 1939.
- Hubert, Henri, et Mauss, Marcel, «Essai sur la nature et la fonction du sacrifice», dans M. Mauss, Oeuvres, Paris, édition de Minuit, 1968, pp. 195-354.
- Jung, Carl Gustav, Psychologie et religion, Paris, 1958.
- Eliade, Mircea, Traité d'histoire des religions, Paris, 1949.
- Eliade, Mircea, Le mythe de l’éternel retour, Paris, 1949.
- Eliade, Mircea, Le sacré et le profane, Paris, 1965.
- Lévi-Strauss, Claude, Mythologiques, 4 vols., Paris, Plon, 1964-1971.
- Lévi-Strauss, Claude, Anthropologie structurale, Paris, Plon, 1958.
- Lévi-Strauss, Claude, Anthropologie structurale deux, Paris, Plon, 1976.
- Puech, Henri-Charles (dir.), Histoire des religions, Paris, Gallimard, 1970
- Dumézil, Georges, Mythes et épopées, 3 vol., Paris, 1968-1973.
- Burkert, Walter, Homo Necans, Berlin, 1972.
- Leroi-Gourhan, André, Les religions de la préhistoire, Paris, 1964.
- Meslin, Michel Pour une science des Religions, 1973.